# Jinbei (ropa)

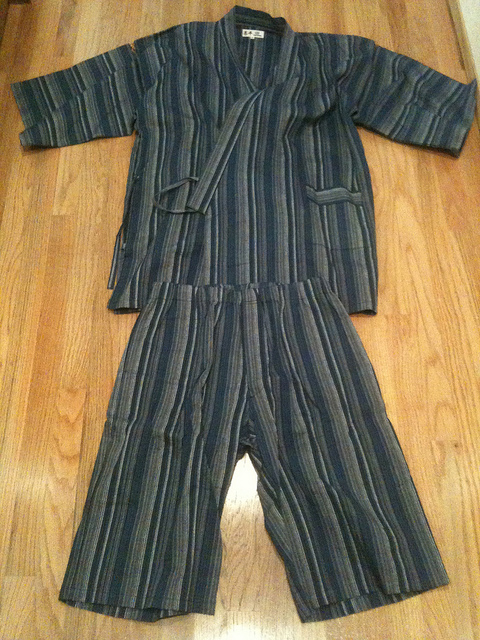
Un jinbei tradicional.

Un jinbei (甚平?), también conocido como jinbē (甚兵衛?) o hippari (ひっぱり?), es una prenda tradicional japonesa, usada por hombres y mujeres de todas las edades durante el verano. Originalmente una pieza de vestimenta masculina, los jinbei femeninos han comenzado a adquirir popularidad en los últimos años.

## Uso

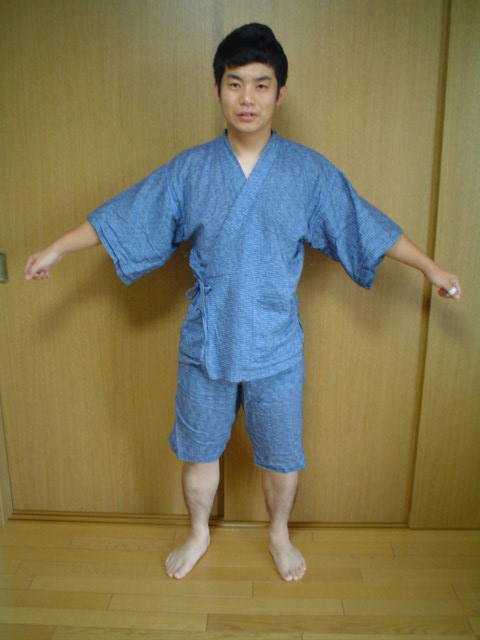
Ejemplo de un joven usando un jinbei.

Los jinbei son generalmente usados como ropa de noche o de interior. Normalmente, los hombres japoneses sólo lo visten dentro de sus casas o cerca de ellas, ya sea para recoger el correo o incluso ir de compras a tiendas locales. Los jinbei también se usan como sustitutos de las yukatas durante los festivales de verano, normalmente por hombres y niños, pero frecuentemente también por mujeres jóvenes. El jinbei femenino tiende a ser de colores mucho más brillantes y llamativos que el masculino, y viene con diversos patrones impresos en ellos, generalmente relacionados con la cultura japonesa. Además, últimamente se ha rediseñado el jinbei femenino en diversos modelos, tales como faldas en lugar de pantalones cortos, o también se ha acortado los pantalones por sobre la altura de las rodillas.
En Japón, el tiburón ballena es también conocido como jinbei-zame (ジンベイザメ（甚平鮫), "tiburón jinbei") o jinbē-zame (ジンベエザメ 《甚兵衛鮫》, "tiburón jinbee"),  debido a que los patrones de su piel son parecidos a los del jinbei.

## Composición

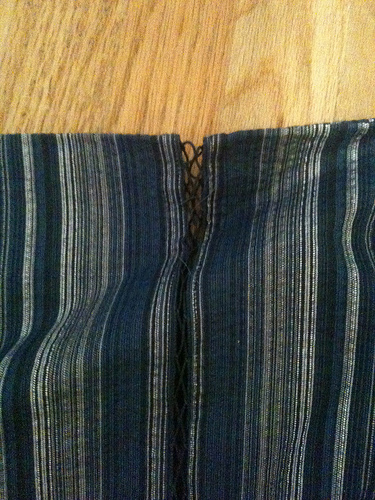
Detalle de la unión de la manga y la camisa del jinbei.

El jinbei tradicional se compone de una camisa y pantalones a juego, cuya medida varia de largo a corto. Los jinbei son fabricados a base de cáñamo o algodón, y por lo general se tiñen de un color uniforme, siendo los más comunes índigo, azul y verde (sin embargo, el jinbei moderno posee impresiones que van desde simples líneas a intrincados modelos florales). La parte superior se asemeja a una chaqueta de manga corta o sin mangas que cae a la altura de las caderas.